# Холодов, Василий Егорович
Васи́лий Его́рович Хо́лодов (6 мая 1922— 15 мая 2001) — участник Великой Отечественной войны, полный кавалер ордена Славы.

## Биография
Родился в 1906 году в селе Романово (Алтайский край) в крестьянской семье. Работал в начальной школе.
В Красной Армии с апреля 1942 года. В боях Великой Отечественной войны, начал принимать участие с мая 1942 года.
Во время боя за станцию Суровикино (под Сталинградом), был тяжело ранен. В начале сентября 1943 года во время боёв за село Великая Камышеваха, Барвенковский район, Харьковская область, уничтожил одного немецкого офицера и двух солдат. За этот бой награжден орденом Красной Звезды.
10-12 июля 1944 года разведгруппа, в которую входил Василий Холодов, находясь вблизи Ковелья (Волынская область, Украина), была установлена система артиллерийского огня и пулемётного огня противника, вследствие чего была подавлена значительная честь артиллерии противника. В конце июля 1944 года во время боев за Любомль (Волынская область, Украина), Василий Холодов уничтожил одного унтер-офицера и пятерых солдат противника. Во время одного из разведывательных рейдов, на вражеской территорий, проник в землянку, где уничтожил несколько солдат противника и одного — пленил. 7 августа 1944 года был награжден орденом Славы 3-й степени.
В феврале 1945 года в районе города Зонненбург (Польша), добыл в разведывательном рейде ценные данные о противнике, которые передал командованию, во время боя уничтожил 6 немецких солдат. Во время переправы через Одер, одним из первых переправился через реку и захватил «языка». 17 марта 1945 года был награждён орденом Славы 2-й степени.
Во время боёв на подступах к Берлину в конце апреля 1945 года уничтожил 8 немецких солдат и взял в плен 7 немецких солдат, и захватил вражеский пулемет. 15 мая 1946 года был награждён орденом Славы 1-й степени.
Демобилизовался в 1945 году. Поселился в Чердаты Зырянский район, Томская область. Окончил Томское педагогическое училище, после чего был директором местной школы-интерната. Переехал в Темрюк (Краснодарский край). В 1975 году вступил в КПСС и состоял в ней до 1991 года. Умер 15 мая 2001 года.

## Награды
- Орден Отечественной войны 1-й степени (1985)[2];
- Орден Красной Звезды (1943)[3];
- Орден Славы 1-й степени (15 мая 1946 — № 1421)
- Орден Славы 2-й степени (17 марта 1945 — № 29387)[4];
- Орден Славы 3-й степени (7 августа 1944 — № 29387)[5];
- Медаль «За взятие Берлина»[6];
- также ряд прочих медалей;
- Заслуженный работник сельского хозяйства Кубани (9 января 1996).